# Lekkoatletyka na Letnich Igrzyskach Paraolimpijskich 2012 – 100 metrów T37 mężczyzn
W biegu na 100 metrów kl. T37 mężczyzn podczas Letnich Igrzysk Paraolimpijskich 2012 rywalizowało ze sobą 17 zawodników. W konkursie udział wzięli sportowcy z porażeniem mózgowym, posiadających problemy z koordynacją ruchową w połowie swego ciała.

## Wyniki

### Eliminacje
Bieg 1
| Poz. | Zawodnik                      | Narodowość        | Rezultat | Uwagi  |
| ---- | ----------------------------- | ----------------- | -------- | ------ |
| 1    | Fanie van der Merwe           | Południowa Afryka | 11,52    | Q, =WR |
| 2    | Mostafa Fathalla Mohamed      | Egipt             | 11,55    | Q      |
| 3    | Roman Kapranow                | Rosja             | 11,61    | Q      |
| 4    | Shang Guangxu                 | Chiny             | 11,63    | q      |
| 5    | Rhys Jones                    | Wielka Brytania   | 12,19    |        |
| 6    | Jelmar Bos                    | Holandia          | 12,23    |        |
| 7    | Benjamin Ivan Cardozo Sanchez | Meksyk            | 12,63    |        |
| 8    | Władisław Barinow             | Rosja             | 12,85    |        |
| 9    | Marcel Houssimoli             | Vanuatu           | 14,55    |        |

Bieg 2
| Poz. | Zawodnik         | Narodowość        | Rezultat | Uwagi |
| ---- | ---------------- | ----------------- | -------- | ----- |
| 1    | Liang Yongbin    | Chiny             | 11,63    | Q     |
| 2    | Omar Monterola   | Wenezuela         | 11,68    | Q     |
| 3    | Gocza Kugajew    | Rosja             | 11,91    | Q     |
| 4    | Sofiane Hamdi    | Algieria          | 12,01    | q     |
| 5    | Charl du Toit    | Południowa Afryka | 12,11    |       |
| 6    | Ma Yuxi          | Chiny             | 12,14    |       |
| 7    | Andrea Dalle Ave | Południowa Afryka | 12,18    |       |
| 7    | Lucas Ferrari    | Brazylia          | 12,18    |       |

### Finał
| Poz. | Zawodnik                 | Narodowość        | Rezultat | Uwagi |
| ---- | ------------------------ | ----------------- | -------- | ----- |
| 1    | Fanie van der Merwe      | Południowa Afryka | 11,51    | WR    |
| 2    | Liang Yongbin            | Chiny             | 11,51    | =WR   |
| 3    | Roman Kapranow           | Rosja             | 11,56    |       |
| 4    | Shang Guangxu            | Chiny             | 11,63    |       |
| 5    | Mostafa Fathalla Mohamed | Egipt             | 11,67    |       |
| 6    | Sofiane Hamdi            | Algieria          | 11,80    |       |
| 7    | Gocza Kugajew            | Rosja             | 11,89    |       |
|      | Omar Monterola           | Wenezuela         | DQ       |       |